# Il Paese delle Meraviglie di Alice
Il Paese delle Meraviglie di Alice (Alice's Wonderland) è un film del 1923 diretto da Walt Disney. È l'ultimo cortometraggio prodotto da Disney con la sua prima società, il Laugh-O-Gram Studio di Kansas City (Missouri), prima del fallimento. Il film unisce animazione e live-action.
Il corto, film pilota della serie Alice Comedies, non venne mai proiettato con il titolo Alice's Wonderland, se non privatamente a potenziali distributori.

## Trama
La piccola Alice visita il Laugh-O-Gram Studio, dove gli animatori (tra cui Walt Disney) le mostrano varie scene sui loro tavoli da disegno. Tra queste: un gruppo di gatti che suonano e ballano; un topo animato che stuzzica un gatto vero finché quest'ultimo non si muove; due topi che si sfidano nel pugilato mentre gli animatori fanno il tifo. Quella notte, Alice sogna di prendere un treno per il Paese dei Cartoni, dove viene ricevuta con un tappeto rosso. I cartoni animati le hanno organizzato una parata di accoglienza, facendole cavalcare un elefante e ballando per lei (cosa che fa anche Alice). Nel frattempo, i leoni scappano dallo zoo e inseguono Alice attraverso un albero cavo, una grotta e una tana di coniglio. Infine, Alice salta in un burrone, ma viene svegliata dalla madre.

## Edizione home video
Il cortometraggio è incluso come contenuto speciale nell'edizione in Blu-ray Disc del Classico Disney Alice nel Paese delle Meraviglie. Tuttavia è presente la più comune versione accelerata e priva del finale, che ha una durata di otto minuti, anziché quella completa da 12 minuti. Quest'ultima versione fu inserita nel disco 1 della raccolta Disney Rarities: Celebrated Shorts, 1920s-1960s della collana Walt Disney Treasures con una nuova colonna sonora composta da Alexander Rannie. Tuttavia, tale raccolta uscì solo nell'America del Nord.